# Сейкаль-Вандан
Сейкаль-Вандан (перс. صيقل وندان) — село в Ірані, у дегестані Тулем, у бахші Тулем, шагрестані Совмее-Сара остану Ґілян. За даними перепису 2006 року, його населення становило 615 осіб, що проживали у складі 168 сімей.

## Клімат
Середня річна температура становить 14,10°C, середня максимальна – 27,70°C, а середня мінімальна – -1,59°C. Середня річна кількість опадів – 924 мм.
| Клімат поселення                              | Клімат поселення | Клімат поселення | Клімат поселення | Клімат поселення | Клімат поселення | Клімат поселення | Клімат поселення | Клімат поселення | Клімат поселення | Клімат поселення | Клімат поселення | Клімат поселення | Клімат поселення |
| Показник                                      | Січ.             | Лют.             | Бер.             | Квіт.            | Трав.            | Черв.            | Лип.             | Серп.            | Вер.             | Жовт.            | Лист.            | Груд.            |                  |
| Середній максимум, °C                         | 7,70             | 8,95             | 12,22            | 18,09            | 22,00            | 25,43            | 27,70            | 27,50            | 24,64            | 20,94            | 16,11            | 11,75            |                  |
| Середня температура, °C                       | 3,07             | 4,31             | 7,58             | 13,47            | 17,36            | 20,79            | 23,38            | 23,16            | 20,28            | 16,60            | 11,77            | 7,42             |                  |
| Середній мінімум, °C                          | −1,59            | −0,33            | 2,94             | 8,80             | 12,72            | 16,15            | 19,03            | 18,82            | 15,97            | 12,27            | 7,44             | 3,08             |                  |
| Норма опадів, мм                              | 97               | 76               | 75               | 52               | 40               | 25               | 18               | 44               | 94               | 145              | 125              | 133              |                  |
| Середньомісячна швидкість вітру, м/с          | 2.20             | 2.37             | 2.40             | 2.30             | 2.30             | 2.60             | 2.50             | 2.36             | 2.15             | 2.10             | 2.00             | 1.98             |                  |
| Середньомісячна сонячна радіація, кДж/м²·день | 6791             | 9025             | 11097            | 15783            | 20113            | 22671            | 23502            | 19754            | 16225            | 11004            | 8544             | 6583             |                  |
| --------------------------------------------- | ---------------- | ---------------- | ---------------- | ---------------- | ---------------- | ---------------- | ---------------- | ---------------- | ---------------- | ---------------- | ---------------- | ---------------- | ---------------- |
| Джерело:                                      |                  |                  |                  |                  |                  |                  |                  |                  |                  |                  |                  |                  |                  |